# Kenny Williams (baloncestista de 1996)
Kenneth Fleming "Kenny" Williams III (Richmond, Virginia, 18 de noviembre de 1996) es un baloncestista estadounidense que pertenece a la plantilla del Peristeri BC de la A1 Ethniki, la primera división del baloncesto en Grecia. Con 1,93 metros de estatura, juega en la posición de escolta.

## Trayectoria deportiva

### Universidad
Jugó cuatro temporadas con los Tar Heels de la Universidad de Carolina del Norte en Chapel Hill, en las que promedió 7,1 puntos, 3,9 rebotes y 3,5 asistencias por partido. En 2017 se proclamó junto a su equipo Campeón de la NCAA, tras derrotar a Gonzaga en la final.

#### Estadísticas
| Año     | Equipo         | PJ  | PT | MPP  | %TC  | %3P  | %TL   | RPP | APP | ROB | TPP | PPP  |
| ------- | -------------- | --- | -- | ---- | ---- | ---- | ----- | --- | --- | --- | --- | ---- |
| 2015–16 | North Carolina | 29  | 0  | 4.2  | .364 | .077 | 1.000 | .4  | .2  | .1  | .0  | .8   |
| 2016–17 | North Carolina | 26  | 22 | 23.7 | .417 | .338 | .633  | 3.3 | 2.2 | .9  | .3  | 6.2  |
| 2017–18 | North Carolina | 37  | 36 | 31.1 | .486 | .402 | .704  | 3.7 | 2.4 | 1.0 | .5  | 11.4 |
| 2018–19 | North Carolina | 36  | 36 | 30.0 | .399 | .295 | .797  | 3.9 | 3.5 | .9  | .3  | 8.6  |
| Career  | Career         | 128 | 94 | 23.2 | .439 | .342 | .740  | 2.9 | 2.2 | .8  | .3  | 7.1  |

### Profesional
Tras no ser elegido en el draft de la NBA de 2019, jugó las Ligas de Verano de la NBA con los San Antonio Spurs, promediando 3,4 puntos y 2,3 rebotes en los siete partidos que disputó. Tras ser cortado, lo enviaron a su filial en la G League, los Austin Spurs. En su primera temporada promedió 7,5 puntos y 2,8 rebotes por partido.
El 14 de abril de 2021, firma por el Bnei Herzliya de la Ligat ha'Al hasta el final de la temporada.
El 20 de agosto de 2021, firma por el Kolossos Rodou BC de la A1 Ethniki.
En la temporada 2022-23, firma por el AEK BC de la A1 Ethniki, la primera división del baloncesto en Grecia.
El 16 de junio de 2023 firmó con el Peristeri BC.